# Ferrovia Campobasso-Isernia
La ferrovia Campobasso-Isernia è una linea ferroviaria del Molise a binario singolo in via di elettrificazione che collega Campobasso con Isernia.
Il primo tratto della ferrovia, da Campobasso a Bosco Redole, è parte della ferrovia Benevento-Campobasso, mentre l'ultimo tratto, tra Carpinone e Isernia, è invece parte della ferrovia Sulmona-Isernia.

## Storia
| Tratto                         | Attivazione       | Attivazione |
| ------------------------------ | ----------------- | ----------- |
| Vinchiaturo-Bosco Redole       | 2 luglio 1882     | [ 2 ]       |
| Baranello-Vinchiaturo          | 1º marzo 1883     | [ 2 ]       |
| Campobasso-Baranello           | 5 agosto 1883     | [ 2 ]       |
| Bosco Redole-Boiano            | 1º agosto 1894    | [ 2 ]       |
| Isernia-Carpinone              | 18 settembre 1897 | [ 2 ] [ 3 ] |
| Boiano-Cantalupo nel Sannio    | 8 settembre 1898  | [ 2 ]       |
| Cantalupo nel Sannio-Carpinone | 14 giugno 1900    | [ 2 ]       |
| Manuale                        |                   |             |

La linea fu prevista dalla legge Baccarini.
Il 15 dicembre 2001 furono soppresse le fermate di Campochiaro, San Massimo, San Polo Matese, Santa Maria del Molise, Pettoranello e Pesche.
La linea è stata interessata da lavori di potenziamento nella tratta Campobasso-Boiano, con passaggio dalla tecnologia di supporto alla condotta SSC a quella SCMT, realizzazione della fermata di Campobasso Duca d'Aosta, adeguamento infrastrutturale della stazione di Boiano agli standard correnti, ripristino e adeguamento della stazione di Guardiaregia e della fermata di San Polo Matese nell'ottica del progetto per la realizzazione della Metropolitana leggera Matrice-Campobasso-Bojano.
Dal 14 giugno 2020 il traffico ferroviario è sospeso sulla linea a causa dei lavori di elettrificazione. Sono previsti i servizi sostitutivi sulla tratta interessata dai lavori, la cui riapertura, inizialmente prevista per fine 2022, è stata rinviata al 2028.

## Caratteristiche
| Continuation backward |

| Station on track |

| Unknown route-map component "dBST" |

| Station on track |

| Station on track |

| Non-passenger station/depot on track |

| 66+324 |
| 0+000  |

| Unknown route-map component "d" | Unknown route-map component "ABZgl" | Unknown route-map component "dCONTfq" |

| Non-passenger station/depot on track |

| Unknown route-map component "eHST" |

| Stop on track |

| Unknown route-map component "d" | Unknown route-map component "eABZg+l" | Unknown route-map component "exdKDSTeq" |

| Unknown route-map component "hbKRZWae" |

| Station on track |

| Unknown route-map component "eHST" |

| Station on track |

| Unknown route-map component "eHST" |

| Enter and exit tunnel |

| Unknown route-map component "dCONTgq" | Unknown route-map component "ABZg+r" | Unknown route-map component "d" |

| Station on track |

| 28+912  |
| 118+100 |

| Unknown route-map component "eHST" |

| Unknown route-map component "eHST" |

| Station on track |

| 128+731 |
| 45+247  |

| Continuation forward |